# フォンス
フォンスは、株式会社TIDI（ティディ）が製造・販売する化粧品ブランド。フォンスの名称は、ラテン語のfons「泉」を由来としている。

## 沿革
- 2001年12月 - 有限会社リュウリッジとして設立。化粧品の開発に着手。
- 2004年 7月 - 化粧品の完成に伴い、フォンス株式会社へ商号変更。
- 2006年 4月 - 「デトクサーシリーズ」販売開始。
- 2008年11月 - 「ナチュラルケアスキンケアライン」販売開始。

## スキンケア化粧品
- デトクサーシリーズ
  - フォンス　フェイシャルデトクサー
  - フォンス　ボディデトクサー
- ナチュラルケアスキンケアライン
  - フォンス　クレンジングジェル
  - フォンス　フェイシャルフォーム
  - フォンス　ウォーター
  - フォンス　モイスチャーローション